# H10 Hotels
Pour les articles homonymes, voir H10.
H10 Hotels est une chaîne d'hôtels espagnole créée au début des années 1980, en expansion, avec des implantations initialement en Espagne et dans les Caraïbes, mais avec une expansion en nombre d'établissements et de pays.

## Présentation
Cette chaîne hôtelière a été créée au début des années 1980 par Josep Espelt, au départ dans la région de la Costa Daurada au sud de la Catalogne en Espagne.
Les hôtels de la chaîne H10 Hotels sont situés dans des destinations de plage ou en milieu urbain, et sont dotés d'installations destinées aux loisirs et aux vacances tels que des saunas, des spas,.
Cette chaîne, dont le siège social est situé à Barcelone (Espagne) et possédant plus de 40 hôtels répartis dans 14 destinations, est en  phase d’expansion en Europe et dans les Caraïbes,, avec de nouvelles installations à Rome, Londres, Berlin, Barcelone et dans la Riviera Maya. À l’échelle nationale, elle occupe la sixième place au sein du secteur hôtelier pour ce qui est du nombre de chambres et la deuxième place dans les Iles Canaries.
H10 Hotels possède principalement des hôtels 4 étoiles (60 %) ; le restant de ses hôtels étant de 3 étoiles (24 %) et 5 étoiles (17 %).

## Situation des hôtels nationaux et internationaux
- Espagne :
  - Costa Daurada : Cambrils Salou
  - Barcelone
  - Costa del Sol : Marbella, Estepona, Benalmádena
  - Madrid
  - Îles Baléares : Mallorca
  - Îles Canaries : Fuerteventura, Gran Canaria, Lanzarote, La Palma, Tenerife
- Europe : Rome (2008), Londres (2009), Berlin (2009), Forum Mar (2010)
- Antilles : Riviera Maya au Mexique, Punta Cana en République Dominicaine

## Marques
H10 Hotels distribue ses produits à travers les marques suivantes :
- H10 Hotels, Hôtels urbains et de vacances (de plage).
- Ocean by H10 Hotels, hôtels 5 étoiles dans les Caraïbes.
- H10 Premium, programme de vacances dans 6 destinations différentes, soutenu par l’expérience de H10 Hotels.